# Referéndum constitucional del Alto Karabaj de 2006
El 10 de diciembre de 2006 se llevó a cabo un referéndum constitucional en la República no reconocida de Nagorno-Karabaj para aprobar un proyecto de constitución, que definía a Nagorno-Karabaj como un estado soberano. Azerbaiyán condenó el referéndum, diciendo que es un intento inconstitucional de dañar el proceso de paz.
La constitución fue aprobada por el 99,28% de los votantes, con una participación del 87,02%.

## Resultados
| Elección                   | Votos  | %     |
| -------------------------- | ------ | ----- |
| Sí                         | 77,279 | 99.28 |
| No                         | 554    | 0.72  |
| Votos en blanco/nulo       | 556    | ―     |
| Total                      | 78,389 | 100   |
| Votantes registrados       | 90,077 |       |
| Registrados                |        | 87.02 |
| Fuente: Democracia Directa |        |       |